# Kaliumdisulfit
Kaliumdisulfit (K2S2O5) auch bekannt als Kaliummetabisulfit, Kaliumpyrosulfit oder landläufig als Kloßweiß und Onewe, ist ein Kaliumsalz der in freier Form nicht stabilen dischwefligen Säure. Disulfite verfügen über eine recht lange, wenig stabile Schwefel-Schwefel-Bindung. Kaliumdisulfit wird vor allem als Lebensmittelzusatzstoff (E 224) eingesetzt. Unter sauren Bedingungen spaltet die Verbindung Schwefeldioxid ab:
{\displaystyle \mathrm {K_{2}S_{2}O_{5}\ +\ 2\ HCl\ \rightarrow \ 2\ KCl\ +\ 2\ SO_{2}\ +\ H_{2}O} }

## Gewinnung und Darstellung
Die Herstellung erfolgt durch thermische Dimerisierung (Kondensation) von Kaliumhydrogensulfit unter Abspaltung von Wasser (1), oder bei einer Umsetzung von Schwefeldioxid und Kaliumsulfit in Kalilauge (2):
(1) {\displaystyle \mathrm {2\ HSO_{3}^{-}\rightarrow \ H_{2}O\ +\ S_{2}O_{5}^{2-}} }
(2) {\displaystyle \mathrm {SO_{3}^{2-}\ +\ SO_{2}\ \rightarrow \ S_{2}O_{5}^{2-}} }

## Verwendung
Der Lebensmittelzusatzstoff Kaliumdisulfit (E 224) wird als Konservierungsmittel, Antioxidationsmittel, Farbstabilisator in Lebensmitteln (z. B. auch bei der Schwefelung von Wein) verwendet.
Kaliumdisulfit ist auch als Kloßweiß oder Knödelhilfe bekannt. Es verhindert, dass die Klöße während der Verarbeitung grau werden.
Weiterhin dient es allgemein als Reduktionsmittel in der chemischen Industrie, zum Bleichen von Zucker, als Ätzmittel in der Elektronikindustrie und als Bestandteil von Fixiermitteln in der Photoindustrie.
Zusammen mit Kaliumperoxodisulfat kann es als Radikalstarter in der Emulsionspolymerisation eingesetzt werden, da es im Gegensatz zu anderen gängigen Initiatoren wie Dibenzoylperoxid (DBPO) und Azobis(isobutyronitril) (AIBN) im hauptsächlich verwendeten Medium Wasser löslich ist.